# قاضی ربیحاوی
قاضی ربیحاوی (زادهٔ ۱۳۳۵ در آبادان) نویسنده ایرانی-بریتانیایی است. ربیحاوی یکی از آغازکنندگان ادبیات ضد جنگ در ایران به‌شمار می‌رود.

## زندگی
در روز سیزده فروردین سال یکهزار و سیصد و سی پنج در شهر آبادان در جنوب ایران به دنیا آمد. تحصیلات دبستان و دبیرستان را در همان شهر گذراند. از شانزده سالگی شروع به نوشتن نمایشنامه کرد و به کمک دانش آموزان دیگر آن نمایشنامه‌ها را به صحنه می‌برد و در اغلب آنها هم بازی می‌کرد.

## پیش از انقلاب
بعد از پایان دوره دبیرستان برای انجام دو سال خدمت سربازی به غرب کشور اعزام شد. باور او به سوسیالیسم در جوانی او را به نوشتن یک مجموعه داستان به سبک ادبیات کارگری تشویق کرد. کتاب «حادثه در کارگاه مرکزی» مجموعه پنج داستان کوتاه است که شخصیتهای آنها کارگران شرکت نفت و محل وقوع قصه‌ها پالایشگاه نفت آبادان است. داستانها به تشریح رابطه بین کارگران و کارفرماییان و نیز رابطه آنها با ابزار کار آنها پرداخته‌اند. شخصیتهای داستانها اشخاصی هستند که قاضی در میان آنها بزرگ شده و از نزدیک می‌شناخت.
در سال پنجاه و هفت شمسی وقتی هنوز چند ماه به پایان دوره خدمت او مانده بود تظاهرات خیابانی مردم به عنوان اعتراض به رژیم شاه شروع شد و کم‌کم اوج گرفت. در بعضی از شهرهای بزرگ سربازان ارتش مسلح به خیابانها اعزام شدند تا مانع انجام تظاهرات مردم بشوند. اما او اسلحه خود را در کیسه خوابش جاگذاشت و از پادگان فرار کرد و مثل جوانهای دیگر به شورش‌های خیابانی پیوست.
قاضی چند ماه پیش از پیروزی انقلاب داستانی کوتاه بنام «شب بدری» منتشر کرد. زنی ساکن نخلستان بنام بدری که سالهای زیادی در انتظار رسیدن مرد گمشده خود است. بالاخره در یک‌نیمه شب زن صحنه ای را مشاهده می‌کند، یک قایق روشن بر سطح آب می‌غلتد و بسوی ساحل می‌آید، زن که مطمئن است این قایق مرد اوست مشتاقانه به انتظار می‌نشیند و چهره خود را برای ملاقات آرایش می‌کند. اما وقتی قایق روشن به ساحل نمی‌رسد زن متوجه می‌شود که انتظار او توهمی بیش نبوده و قرار نیست کسی برای نیت خیر به این طرف بیاید.

## پس از انقلاب
بعد از پیروزی انقلاب اسلامی وقتی او در نیمه بیست سالگی بود با یک مجله که گردانندگان آن عقاید سوسیالیستی داشتند به عنوان گزارشگر همکاری می‌کرد. مهم‌ترین پروژه انجام شده در آن مجله تهیه گزارش دربارهٔ بچه‌های کار بود، یک لکه ننگ اجتماعی که از دوره رژیم قبلی به جا مانده بود و حالا بیشتر تقویت شده بود. بچه‌های زیر سن که با انجام سخت‌ترین کارها تنها نان آور خانواده هستند و کسی به سرنوشت آنها اهمیت نمی‌دهد. این گزارشها همراه با عکسهای منوچهر دقتی عکاس برجسته ایرانی همراه بودند. حاصل تجربه این شغل به نوشتن یک کتاب به نام «مرداد پای کوره‌های جنوب» رسید که در سال پنجاه و هشت شورای کتاب کودک آن را به عنوان کتاب مطرح سال معرفی کرد.
مدتی بعد داستان «چهارفصل ایرانی» در یک حکایت رمانتیک عاشقانه را به تحریر در آورد. این داستان علیرغم فشار سانسور بر مطبوعات، در مجله آدینه منتشر شد.

### جنگ ایران و عراق
در پاییز سال پنجاه و نُه جنگ ایران و عراق شروع شد. شهر زادگاه قاضی، آبادان به دلیل همسایگی با عراق، بزودی در محاصره نیروهای ارتش عراق درآمد. قاضی که در میان مردم همشهری‌اش بود و مصیبت ناگهانی فرود آمده بر مردم بی دفاع و بی‌پناه را می‌دید داستانی نوشت بنام «وقتی که دود جنگ بر آسمان دهکده دیده شد». این کتاب یک نوول کوچک بود و اولین داستان منتشر شده در ژانری که بعد عنوان ژانر «ادبیات ضد جنگ» نامیده شد. شخصیت اصلی نوول یک پسربچه سیزده ساله است که در آشوب جنگ دنبال برادرش می‌گردد و درضمن این جستجو، وقایع را از دید بچگانه خود توصیف می‌کند. به این دلیل، «شورای کتاب کودک» به آن کتاب توجه نشان داد و آنرا به عنوان کتاب برگزیده سال شصت انتخاب کرد همراه با جایزه نقدی به نویسنده. بعد داستان کوتاه «توی دشت بین راه» در کتاب نامه کانون نویسندگان ایران منتشر شد. 

### زندان
یک سال بعد مجموعه داستان «خاطرات یک سرباز» او منتشر شد، مجموعه پنج داستان پیوسته که همه در جبهه‌های جنگ جنوب می‌گذرد و از زبان یک سرباز کم سواد و کاملاً بیطرف بیان می‌شود. استقبال از آن کتاب باعث دستگیری و حبس نُه ماهه قاضی در زندان اوین شد.
بعد از آزادی از زندان مدتی به فیلمنامه‌نویسی پرداخت. نام فیلم «گل‌های داوودی» ساخته رسول صدر عاملی که فیلمنامه اش را قاضی نوشته به عنوان نخستین فیلم ایرانی در ژانر خانوادگی ثبت شده. بعد از آن فیلمنامه «سایه‌های غم» بود که توسط شاپور قریب ساخته شد؛ و بعد چند فیلمنامه دیگر.
در آن مدت همزمان داستانهای کوتاه قاضی در مجله‌های آدینه و دنیای سخن منتشر می‌شد. قاضی در شروع و راه اندازی مجله دنیای سخن با سردبیر مجله منصور کوشان همکاری نزدیک داشت. همچنین در تشکیل و راه اندازی جلسه‌های مخفیانه ادبی در دهه شصت که بعد به عنوان «عصر پنجشنبه» شناخته شد حضور فعال داشت. داستان «حُفره» که به دلیل ساخت و پیام تازه آن، داستان شناخته شده‌ای از او است برای اولین بار در مجموعه «هشت داستان» از هشت نویسنده عضو آن جلسه منتشر شد. انتشار داستان «حفره» جنجال‌های زیادی به پا کرد و چند مطلب در روزنامه‌های پُر تیراژ علیه آن و نویسنده اش منتشر شد. این داستان، دربارهٔ شخصی است که به جنگ می‌رود تا شهید شود اما بعد از مرگ او خواننده متوجه می‌شود که شهادت او در حقیقت چیزی جز خودکشی نبوده مثل شهادت بسیاری از جوانهای دیگر.
در نیمه دهه شصت مجموعه داستان «از این مکان» شامل هشت داستان کوتاه از او منتشر شد. داستانهای این مجموعه اغلب دربارهٔ زندگی مردم ساده جنوب است که از انفجار جنگ ناخواسته آنها را به تهران پرتاب کرده و حالا آنها باید خود را با شرایط ناعادلانه در پایتخت شلوغ منطبق کنند. کتاب به سرعت در بازار کتاب کمیاب شد اما وزارت ارشاد اسلامی اجازه چاپ دوم را به ناشر نداد.
در اواخر دهه شصت او رمان گیسو را برای کسب اجازه انتشار به وزارت ارشاد اسلامی فرستاد که پس از پنج سال در نیمه دهه هفتاد اجازه انتشار گرفت. رمان گیسو حکایت یکروز از زندگی یک زندانی است که بعد از هفت سال حبس تازه آزاد شده. مرد جوانی که در زمان دستگیری بازیگر تئاتر بوده.
سپس رمان لبخند مریم به وزارت ارشاد اسلامی فرستاد شد اما موفق به کسب اجازه انتشار نشد. این رمان در یکی از اقامتگاه‌های پناهندگان جنگ در تهران می‌گذرد. ماجرای یک شبانه روز از زندگی یک زوج جوان که همراه دختر بیمارشان در یکی از اتاقهای اقامتگاه ساکن هستند با آرمانها و آرزوهای برباد رفته شان بدون امید به آینده. لبخند مریم در اواخر دهه هفتاد در سوئد چاپ و در اروپا منتشر شد. هردو رمان گیسو و لبخند مریم بالاخره در اواخر دهه نود توسط نشرمشر در ایران منتشر شدند.
مجموعه داستان چهارفصل ایرانی کتاب دیگری بود که در نیمه دهه هفتاد به وزارت ارشاد اسلامی فرستاده شد اما هرگز اجازه انتشار نگرفت. این مجموعه شامل هشت داستان است دربارهٔ مردمی که لای چرخهای انقلاب و جنگ به مردگان متحرک تبدیل شده‌اند. نحوه کار با زبان در این کتاب تفاوت دارد با زبان داستانهای قبلی او. جمله‌هایی که افعال در آنها محو یا نامحسوس هستند. داستانهای این کتاب به انتخاب کاوه گلستان عکاس بر اساس طرح کاوه «روسپی، کارگر، مجنون» که نام یکی از نمایشگاه‌های او بود چیده شد. شخصیتهای این کتاب کسانی هستند مثل روسپی‌های رانده شده از جامعه، کارگرهای بیکار سرگردان و اشخاص مجنون شدهٔ آواره و بی پناهگاه. از مجموعه آن داستانها، کاوه گلستان یک کار ویدئویی یک ساعته ساخت بنام چراغونی.
پس از آزادی از زندان و بسته شده کانون نویسندگان ایران، برای ادامه فعالیت و ارتباط هنرمندان با یکدیگر، او با همکاری هوشنگ گلشیری گروه غیررسمی و غیرقانونی «جلسات پنج‌شنبه» را پایه‌گذاری کرد. با برگزاری جلسات این گروه در مکان‌های متفاوت، فعالیت این گروه، چهار سال امکان ادامه یافت. در این دوران، قاضی، بهترین نوشته‌های خود را مانند «گیسو» به تحریر درآورد. داستان دیگر او به نام «حفره» جنجال‌های زیادی به پا کرد. این داستان، دربارهٔ شخصی است که به جنگ می‌رود تا شهید شود. اما متوجه می‌شود که شهادت او، در اصل چیزی جز خودکشی نیست و برخلاف آن چیزی است که به او گفته شده بود پس از شهادت صاحب زندگی بهتری خواهد شد.
با تلاس محمدعلی سپانلو کتابی با عنوان «۸داستان» به عنوان نخستین مجموعه مشترک نویسندگان «جلسات پنج‌شنبه» منتشر سد. با وجود استقبال گسترده از این این کتاب، هرگز به آن مجوز تجدید چاپ داده نشد. انتشار رسمی داستان «حفره» در این کتاب باعث اعتراض رضا رهگذر یا محمدرضا سرشار از نویسندگان مذهبی حوزه هنری شد. او در مقاله‌ای در ۱۸ اردیبهشت ۱۳۶۲ در روزنامه جمهوری اسلامی به این داستان اعتراض کرد.

## فیلم‌نامه‌نویسی
علیرغم میل باطنی، با بسته شدن شرایط کار نویسندگی، قاضی برای گذران زندگی به فیلم‌نامه‌نویسی روی آورد. او نیمی از سال را به فیلم‌نامه‌نویسی و نیمی دیگر را به نویسندگی می‌پرداخت. فیلم گل‌های داوودی ساخته رسول صدرعاملی در سال ۱۳۶۳، بر اساس طرحی از ربیحاوی ساخته شده‌است. ربیحاوی فیلم‌نامه‌نویس فیلم سایه‌های غم، ساختهٔ شاپور قریب در سال ۱۳۶۶ است.

## همکاری با کاوه گلستان
آشنایی قاضی ربیحاوی با کاوه گلستان به سال‌های آخر پیش از انقلاب ایران بازمی‌گردد. در اواخر دهه ۱۳۶۰ به همراه کاوه گلستان اقدام به ساخت مجموعه‌ای از فیلم‌های کوتاه کردند تا حقیقت گمشده زمان را به تصویر بکشند.
ربیحاوی در سال ۱۳۹۴، برگردان ابراهیم گلستان از داستان «دون ژوان در جهنم» را در سومین دوره جشنواره تئاتر ایرانی در لندن روخوانی کرد.

## سبک
او از نخستین نویسندگانی بوده که سختی‌های جنگ ایران و عراق را در داستان‌هایش بازگو کرده و از چهره‌های شاخص ادبیات جنگ شمرده می‌شود. او در نوشته‌های خود به آوارگان و زندگی مردم عادی آسیب دیده از جنگ می‌پرداخت. نخستین داستان جنگی او «توی دشت بین راه» نام داشت. احتمالاً این داستان، نخستین نوشته داستانی دربارهٔ جنگ ایران و عراق است. در ادامه داستان‌نویسی دربارهٔ جنگ، در سال ۱۳۶۰ کتابی به نام «خاطرات یک سرباز» چاپ انتشارات ققنوس نوشت که مجموعه‌ای از ۵ داستان کوتاه جنگی بود. این کتاب، نخستین کتاب در ژانر ادبیات ضد جنگ در ایران است. چهل هزار نسخه از این کتاب در مدت کوتاهی به فروش رفت. با انتشار برخی داستان‌های این کتاب در برخی نشریه‌های رادیکال (بدون اطلاع نویسنده)، قاضی ربیحاوی به زندان اوین افتاد.

## مهاجرت به بریتانیا
در نیمه دهه هفتاد یکی از داستانهای قاضی بنام داوود در مجله تکاپو منتشر شد. شخصیت داستان داوود یک مرد دانشگاهی تحصیلکردهٔ مزدور در وزارت ارشاد اسلامی، و درحال گزارش دادن به مافوق خود دربارهٔ چگونگی اعمال سانسور به نویسندگان است. مافوق او یک ملای پیر و مدیر کل ممیزی ادبیات و سینمای کشور و درضمن نابینا است. این داستان با اقتباس از یک مدیر واقعی که یک مرد نابینا بود نوشته شد، مردی که بیش از یک دهه مسئول اصلی اداره ممیزی در امور ادبیات و سینمای کشور بود.
در همین دوره بود که به کمک کاوه گلستان به انگلستان مهاجرت کرد و در آنجا به نوشتن نمایشنامه پرداخت.

### نگاه کن اروپا
اولین نمایشنامه او که دربارهٔ اوضاع سخت روزنامه‌نگاری در ایران و بر اساس ماجرای ربوده شدن و ضبط اعترافات اجباری سردبیر مجله آدینه (تنها مجله بازمانده از اپوزسیون داخل کشور) بنام فرج سرکوهی نوشته شد. هارولد پینتر نمایشنامه نویس انگلیسی این نمایشنامه را پسندید و از اجرای آن حمایت و خودش نیز نقش یک ولگرد مست را در نمایش بازی کرد. اجرای این نمایش به کمپین آزادی برای سردبیر گرفتار پیوند خورد. آخرین اجرای نمایش در برادوی نیویورک به همت پن آمریکا چند روز قبل آزادی او بود.
نمایشنامه‌های دیگری که به زبان انگلیسی اجرا شده‌اند:

#### سنگسار
دربارهٔ آرزوهای از دست رفته زنی است که علیرغم خواسته اش همواره زیر بار سنگین سنتها و محدودیتهای اخلاقی زندگی کرده. این نمایشنامه همچنین در امستردام به زبان هلندی اجرا شد. هرولد پینتر دربارهٔ این نمایشنامه نوشت: «قوی، محکم و خوش ساخت»

### چهار نمایشنامه
مجموعه چهار نمایشنامه کوتاه دربارهٔ حالتهای روانی مهاجرانی که از راه دور به اروپا آمده‌اند.
Captured by camera,
این نمایشنامه در حمایت از کمپین برای آزادی یک دانشجوی سینما در ایران و بر اساس روایت خود زندانی، احمد باطبی، نوشته و با حمایت سازمان عفو بین‌الملل و دانشگاه لندن در زمانی که دانشجو هنوز در زندان بود، چند بار اجرا شد.

### قانون مردانه
مجموعه ای شامل هفده نمایشنامه کوتاه که در حمایت از کمپین یک میلیون امضا نوشته و با حمایت سازمان عفو بین‌الملل در لندن اجرا شد.
نمایشنامه‌هایی که به زبان فارسی اجرا شدند:
سرگذشت ماچ، با بازی سوسن فرخ‌نیا. سرگذشت یک زن روستایی که ناخواسته به اروپا آورده شده اما اجازه اقامت رسمی ندارد و موضوع نمایش تلاش او برای گرفتن اقامت است.
گماشته، همراه با محمد حیدری بازیگر. به تأثیر از نمایشنامه سرایدار هارولد پینتر نوشته شد. موضوع نمایش نگاهی به آدمهای بی خانمان است که برای رسیدن به یک پناهگاه ساده هرکاری می‌کنند. نمایش بازگویی آوارگی است در شهر مرموز تهران امروز.
پسر زیبای من، زندگی یک مرد جوان همجنسگرا که در ایران با مادرش زندگی می‌کند. حاکمیت مذهبی ایران در مقطعی همجنسگراها را بسوی جراحی جنسی هدایت کرد بدون اینکه آنها نیاز به آن عمل داشته باشند. نمایش دربارهٔ زخمی کردن جسمی و روحی عده‌ای جوان است توسط یک عقیده مُتعصب وحشی.
شیرین. یک نمایشنامه دربارهٔ محدودیتهای اخلاقی در زندگی زن ایرانی و دربارهٔ اوضاع نابسامان اقتصادی و بیکاری جوانان و به هدر دادن نیروهای انسانی کشور.
تراژدی یک سلطنت. دربارهٔ ظهور و سقوط آخرین پادشاه ایران و رابطه پیچیده او با کشورهای غربی و مناسبات مرموز او با خواهر دوقلوی جاه طلب.
نمایشنامه‌های دیگر او عبارتند از:
زنگ محبوب. نمایش یک زن تنها که شوهرش زیر آوار زلزله مدفون شده اما مرد هنوز زنده است و زن یک شب تا صبح منتظر رسیدن گروه کمک می‌ماند و درضمن با مرد گفتگو یکطرفه دارد.
طاهره. دربارهٔ یک خانواده بهایی در ایران اسلامی. پدر خانواده مُرده است و باید در گورستان دفن شود اما گورستان مخصوص بهایی‌های شهر به دستور امام جمعه شهر بسته شده. طاهره دختر خانواده تصمیم می‌گیرد با فرمان امام جمعه مقابله کرده و پدر را در همان مکان دفن کند که باید و این کار نیاز به یک مبارزه سخت دارد.
کت واک. دربارهٔ یک دختر جوان که در یک شهرستان کوچک زندگی می‌کند. او به خاطر رعایت نکردن حجاب از مدرسه اخراج شده‌است. آرزوی دختر این است که به اروپا برود و در آنجا مدل بشود. از طرفی او توسط شوهر مادرش زیر آزار جنسی است.
در سال دوهزار و یازده رمان پسران عشق در برلین توسط نشر گردون منتشر شد. این کتاب به عنوان اولین رمان فارسی در ادبیات ایران است که رابطه عاشقانه دو مرد جوان همجنسگرا را حکایت می‌کند. آنها فقط می‌خواهند باهم زیر یک سقف در آرامش زندگی کنند اما شرایط متعصب حاکم بر جامعه مانع از این وصلت است. داستان کتاب از یک سال قبل از انقلاب اسلامی شروع و چند هفته بعد از آغاز جنگ ایران و عراق به پایان می‌رسد. در این کتاب همچنان می پرداز به شرح علاقه برخی مردان متأهل و مذهبی خاورمیانه به رابطه جنسی با پسران و به مقوله پسربازی.
کتاب پسران عشق در سال دو هزار و نوزده به زبان انگلیسی توسط نشر پندار منتشر شد.
مجموعه داستان چهارفصل ایرانی نیز به زبان انگلیسی توسط نشر پندار منتشر شده‌است.
در سال دوهزار و دوازده تلویزیون بی‌بی‌سی بخش فارسی یک مستند سی دقیقه ای دربارهٔ زندگی و کار قاضی ساخت.
با چاپ مقاله‌ای در مورد کانون نویسندگان ایران در مجله آدینه در اردیبهشت ۱۳۷۳ ممنوع‌القلم شد. در سال ۱۳۷۵ به لندن، بریتانیا مهاجرت کرد و هرگز به ایران بازنگشت.
او در این مدت به نویسندگی و نمایشنامه‌نویسی پرداخت. از نمایش‌نامه‌های او می‌توان به «نگاه کن اروپا» (۱۳۷۶)، «پسر زیبای من»، و «تراژدی شاه» اشاره کرد. «نگاه کن اروپا» با همکاری هارولد پینتر بر اساس به زندان افتادن فرج سرکوهی نوشته شد که در نهایت اجرای همین نمایش، به آزادی سرکوهی از زندان انجامید.

## نوشته‌ها

### تک‌داستان
- مرداد، پای کوره‌های جنوب، تهران: یاشار‏‫، ۱۳۵۸.‬
- وقتی که دود جنگ درآسمان دهکده دیده شد، [بی جا]: انتشارات یاشار، ۱۳۵۹.
- ت‍ص‍ن‍ی‍ف‌ ی‍ک‌ ع‍ش‍ق‌، ت‍ه‍ران‌: م‍ی‍ن‍ا، ۱۳۷۱.

### مجموعه داستان
- حادثه در کارگاه مرکزی، [بی جا]: دامون، ۱۳۵۸.
- نخل و باروت، تهران: دامون‏‫، ۱۳۵۹.‮‬
- خاطرات سرباز، تهران: ققنوس، ۱۳۶۰.
- از ای‍ن‌ م‍ک‍ان‌، 	ت‍ه‍ران‌: ن‍ش‍ر م‍ی‍ن‍ا، ۱۳۶۹.
- از این مکان و خاطرات یک سرباز: مجموعه داستان کوتاه، تهران: چشمه‏‫، ۱۳۹۵.‬
- هیچ، تهران: مینا‏‫، ۱۳۹۷.‬
- چهار فصل ایرانی، تهران: افراز‏‫، ۱۳۹۸.‬
- یک روز گرم، تهران: انتشارات آده‏‫، ۱۴۰۰.‬
- گیسو، [بی جا]: مولف، ۱۳۷۲؛ تهران: مینا، ‏‫۱۳۹۷؛ انتشارات آده، ‏‫۱۴۰۰.‬

### نمایشنامه
- زیر آوار عشق، تهران: افراز‏‫، ۱۳۹۲.‬
- ‏‫گماشته و دو نمایشنامۀ دیگر‬‏‫، تهران: انتشارات آده‏‫، ۱۴۰۰.‮‬

### رمان
- لبخند مریم (رمان)، لندن: انتشارات مردمک‏‫، ۲۰۱۱‬‏‫[=۱۳۹۰].‬
- پسران عشق: رمان، برلین: نشر گردون‏‫، ۲۰۱۱‬‏‫[=۱۳۹۰].‬

### برگزینش داستان
- داستان جنوب از آغاز تا امروز، به انتخاب قاضی ربیحاوی، تهران: مینا‏‫، ۱۳۹۸.‮‬